# バレーボールチャイニーズタイペイ女子代表
バレーボールチャイニーズタイペイ女子代表（バレーボールチャイニーズタイペイ じょしだいひょう）は、バレーボールの国際大会で編成される中華民国（台湾）（チャイニーズタイペイ（中華台北））の女子バレーボールナショナルチームである。

## 歴史
1982年に国際バレーボール連盟へ加盟。1983年アジア選手権に初出場し4位。世界選手権の初出場は1990年世界選手権で11位となった。2006年世界選手権で2度目の出場を果たしたが、2010年世界選手権アジア予選は3次ラウンドのグループ3位で敗退した。ワールドグランプリには1994年、2007年、2010年に出場しているが、いずれも最下位の12位に終わっている。
2006年に坂口憲政（元嘉悦大学監督）がジュニア代表に就任しジュニア世代からの底上げを図り、2009年には坂口がシニア代表監督に就任した。
2011年、地元で開催されたアジア選手権では5位と健闘するもメダル獲得はならなかった。

## 過去の成績

### オリンピックの成績
1964年から1992年まで出場なし 
- 1996年 - 最終予選敗退
- 2000年 - 不出場
- 2004年 - アジア予選敗退
- 2008年 - 不出場
- 2012年 - 最終予選敗退

### 世界選手権の成績
1952年から1986年まで出場なし
- 1990年 - 11位
- 1994年 - 予選敗退
- 1998年 - アジア予選敗退
- 2002年 - 予選敗退
- 2006年 - 12位
- 2010年 - アジア予選敗退

### アジア選手権の成績
| - 1983年 - 4位 - 1989年 - 4位 - 1991年 - 5位 - 1993年 - 4位 - 1995年 - 4位 - 1997年 - 4位 | - 1999年 - 5位 - 2001年 - 5位 - 2003年 - 5位 - 2005年 - 5位 - 2007年 - 6位 - 2009年 - 6位 | - 2011年 - 5位 - 2013年 - 7位 - 2015年 - 4位 - 2017年 - 6位 |

## 現在の代表
2012年ロンドンオリンピック世界最終予選に登録された主なメンバー。
| 監督 | 坂口憲政         | 坂口憲政     | 坂口憲政 | 坂口憲政         | 坂口憲政 | 坂口憲政 |
| No.  | 選手名           | シャツネーム | 身長     | 所属             | P        | 備考     |
| 1    | トウ・エンミン   | TENG Y. M.   | 172      | 台北市立体育学院 | WS       | 主将     |
| 3    | リ・ジカン       | LEE Y. H.    | 164      | 国立台湾師範大学 | L        |          |
| 5    | ゴ・カジュウ     | WU K. J.     | 175      | 台湾電力         |          |          |
| 6    | オウ・キンテイ   | WANG S. T.   | 176      | 台湾電力         | WS       |          |
| 7    | リ・ジヘイ       | LEE Y. P.    | 177      | 国立台湾師範大学 | MB       |          |
| 9    | リョウ・エンジョ | LIAO W. J.   | 175      |                  | WS       |          |
| 10   | チン・エンテイ   | CHEN W. T.   | 178      | 国立台湾師範大学 | OP       |          |
| 11   | チン・ワンセイ   | CHEN W. C.   | 167      | 台湾電力         | S        |          |
| 12   | ヨウ・モウカ     | YANG M. H.   | 170      | 台湾電力         | L        |          |
| 13   | オン・オクジ     | WEN I. T.    | 175      | 台湾電力         | MB       |          |
| 14   | サイ・インホウ   | TSAI Y. F.   | 181      | 台湾電力         | MB       |          |
| 15   | ゲン・ハンレイ   | YEN P. L.    | 174      | 台湾電力         | S        |          |